# Pink Flamingos
Pink Flamingos (bra/prt: Pink Flamingos) é um filme americano de 1972, escrito e dirigido por John Waters.
Lançado no circuito underground, o filme conta a trajetória da drag queen Divine e sua família na competição contra o casal Connie e Raymond Marble pelo título de "pessoas mais sórdidas do mundo", insensatamente almejado.

## Elenco
- Divine ... Divine / Babs Johnson
- David Lochary ... Raymond Marble
- Mary Vivian Pearce ... Cotton
- Mink Stole ... Connie Marble
- Danny Mills ... Crackers
- Edith Massey ... Edie
- Channing Wilroy ... Channing
- Cookie Mueller ... Cookie
- Paul Swift ... The Egg Man

## Recepção
No site agregador de críticas Rotten Tomatoes, 84% das 49 avaliações dos críticos são positivas. O consenso do site afirma: "Ultrajante e assustador (...) é um acampamento transgressivo que se mostra tão divertido quanto chocante."
O Metacritic, que usa uma média ponderada, atribuiu ao filme uma pontuação de 47 em 100, baseado em 10 críticos, indicando críticas "mistas ou médias".